# Charice (album)
Charice treći je studijski album filipinske pjevačice Charice i ujedno njezin prvi međunarodni studijski album. U SAD-u je izdan 11. svibnja 2010. te je Charice izdanim albumom postala tek treća filipinska pjevačica (poslije Lee Salonge i Regine Velasquez) koja je surađivala s međunarodnim diskografskim kućama.

## Popis pjesama
| Br. | Skladba                      | Trajanje |
| --- | ---------------------------- | -------- |
| 1.  | »Pyramid (zajedno s Iyazom)« | 3:58     |
| 2.  | »Reset«                      | 4:23     |
| 3.  | »In This Song«               | 3:36     |
| 4.  | »Nobody's Singin' to Me«     | 3:38     |
| 5.  | »Thank You«                  | 4:16     |
| 6.  | »I Love You«                 | 3:05     |
| 7.  | »In Love So Deep«            | 4:08     |
| 8.  | »All That I Need to Survive« | 4:05     |
| 9.  | »Nothing«                    | 3:50     |
| 10. | »The Truth Is«               | 3:22     |
| 11. | »I Did It for You«           | 3:43     |
| 12. | »Note To God«                | 3:59     |

## Top liste
| Top liste (2010.)   | Pozicija |
| ------------------- | -------- |
| Kanada              | 4        |
| Japan               | 6        |
| Južna Koreja        | 3        |
| Billboard 200 (SAD) | 8        |